# Sumba község
Sumba község (feröeriül: Sumbiar kommuna) egy község Feröeren. Suðuroy déli részén fekszik. A Føroya Kommunufelag önkormányzati szövetség tagja.

## Történelem
A község jelenlegi formájában 1908-ban jött létre Suðuroy egyházközség szétválásával.

## Önkormányzat és közigazgatás

### Települések
| Település  | Népesség | Mióta a község része | Előző község         | Megjegyzés         |
| ---------- | -------- | -------------------- | -------------------- | ------------------ |
| Akrar      | 15       | 1908                 | Suðuroy egyházközség |                    |
| Lopra      | 83       | 1908                 | Suðuroy egyházközség |                    |
| Sumba      | 252      | 1908                 | Suðuroy egyházközség | A község székhelye |
| Víkarbyrgi | 0        | 1908                 | Suðuroy egyházközség |                    |

### Polgármesterek
- Hildur Vestergaard (2009–)[5]
- Niclas Hentze (2005–2008)[4]
- Jacob Vestergaard (1993 – 2003. február; 2004)[6]

## Népesség
| Év              | Lakosság |
| --------------- | -------- |
| 1986. január 1. | 536      |
| 1991. január 1. | 507      |
| 1996. január 1. | 431      |
| 2001. január 1. | 407      |
| 2006. január 1. | 381      |